# Physalaemus signifer
Espèce
Synonymes
- Rhinoderma signifera Girard, 1853
- Phyllobates glandulosus Steindachner, 1867
- Paludicola bresslaui Müller, 1924

Statut de conservation UICN

 LC  : Préoccupation mineure
Physalaemus signifer est une espèce d'amphibiens de la famille des Leptodactylidae.

## Répartition
Cette espèce est endémique du Brésil. Elle se rencontre jusqu'à 1 200 m d'altitude dans les États de São Paulo, de Rio de Janeiro, de l'Espírito Santo et de Bahia,.

## Publication originale
- Girard, 1853 : Descriptions of new species of reptiles, collected by the U.S. Exploring Expedition under the command of Capt. Charles Wilkes, U.S.N. Second part — Including the species of Batrachians, exotic to North America. Proceedings of the Academy of Natural Sciences of Philadelphia, vol. 6, p. 420-424 (texte intégral).